# Joshua Tibatemwa
Joshua Tibatemwa, född 10 september 1996, är en ugandisk simmare.
Tibatemwa tävlade för Uganda vid olympiska sommarspelen 2016 i Rio de Janeiro, där han blev utslagen i försöksheatet på 50 meter frisim.